# Stephanomeria pauciflora
Stephanomeria pauciflora là một loài thực vật có hoa trong họ Cúc. Loài này được (Torr.) A.Nelson miêu tả khoa học đầu tiên năm 1909.